# Ganado (Arizona)
Ganado (Navajo: Lók'aahnteel) ist eine Siedlung im Apache County im US-Bundesstaat Arizona. Das U.S. Census Bureau hat bei der Volkszählung 2020 eine Einwohnerzahl von 883 ermittelt. 
Ganado hat eine Fläche von 23,1 km²; damit beträgt die Bevölkerungsdichte 38 Einwohnern pro km². Die Stadt liegt in 1946 m Höhe westlich unterhalb des maximal 2400 m hohen Defiance Plateaus.  
Ganado gehört als Chapter zur Navajo Nation, dem selbstverwalteten Territorium der Navajo und hat daher keinen Status als Gemeinde oder Stadt. 
Zu den Sehenswürdigkeiten der Siedlung gehört die Hubbell Trading Post National Historic Site, eine Handelsstation aus dem Jahr 1876. Sie wurde 1965 vom National Park Service übernommen und wird durch diesen als einziges aktives Wirtschaftsunternehmen im traditionellen Stil betrieben. Im weiteren Umfeld liegen das Canyon De Chelly National Monument (50 km nördlich) und der Petrified-Forest-Nationalpark (85 km südlich). 

## Verkehr
Durch Ganado verlaufen die Arizona State Route 264 und der U.S. Highway 191.

## Persönlichkeiten
- James Sean Wall (* 1964 in Ganado), römisch-katholischen Theologe, Bischof von Gallup